# Миккельсен, Петур
Пе́тур Па́ули Ми́ккельсен (фар. Petur Pauli Mikkelsen; род. 20 июня 1990) — фарерский футболист, защитник клуба «Скала».

## Карьера
С 2006 года выступает за футбольный клуб «Скала» из одноимённой деревни. 2011 год провёл в команде «НСИ Рунавик», находясь в аренде. В 2014 году вернулся в родной клуб.
Вызывался в молодёжную сборную для участия в отборочном турнире чемпионата Европы 2013, однако ни одного матча не сыграл.